# Opstal (bouwwerk)

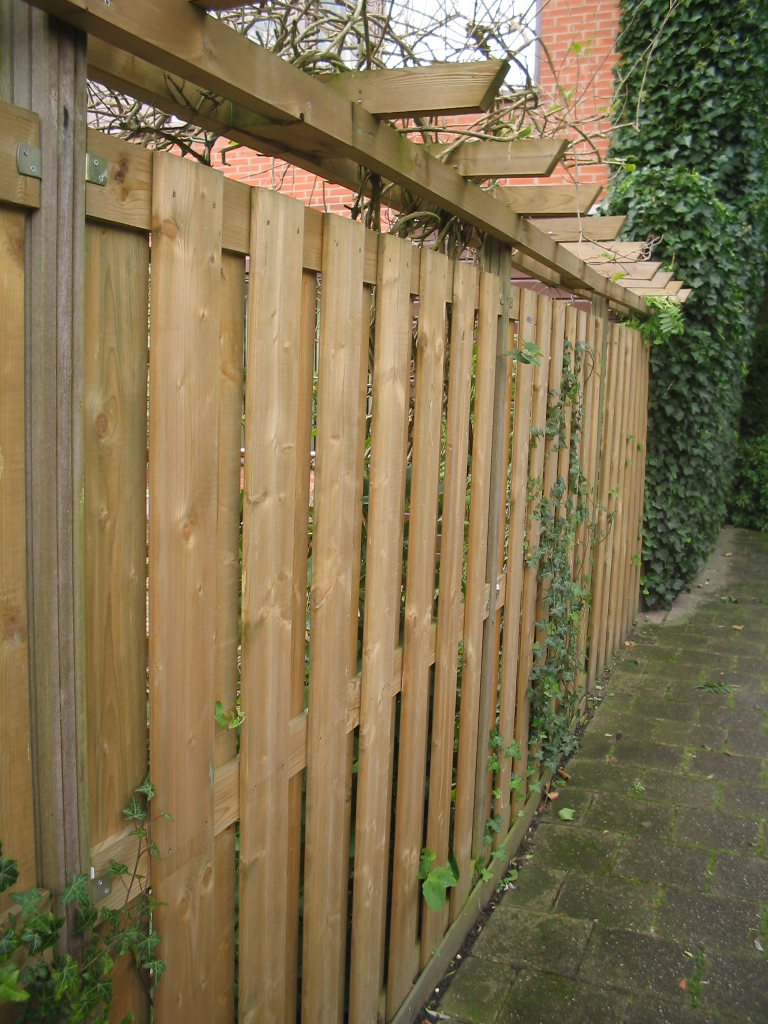
Een schutting is eveneens een opstal

Een opstal is een bouwwerk, een door de mens op de grond geplaatst (gestald) object.
Een schutting is eveneens een opstal. Bomen en struiken worden ook wel aangeduid met houtopstand maar zijn geen opstallen.
Er kan een horizontale grens worden aangebracht tussen de grond en het bouwwerk, of het gewas dat zich erop bevindt, een recht van opstal. Zonder opstalrecht vindt namelijk natrekking plaats van het gebouw door de grond.
Het in eigendom hebben van een opstal geeft bijbehorende rechten en plichten. Aan een natuurlijk of rechtspersoon kan via een notariële akte recht van opstal verleend worden. Recht van opstal kan ook ontstaan door verjaring.
Een opstal kan ook gedeeltelijk over een waterloop of weg heen zijn gebouwd; dan is er sprake van een overkluizing. Andere bouwwerken kunnen ook in de grond zitten (en zijn dus geen opstal), zoals kelders, rioleringsstelsels, vaarwegen, bruggen, funderingen enz.

## Gebouw

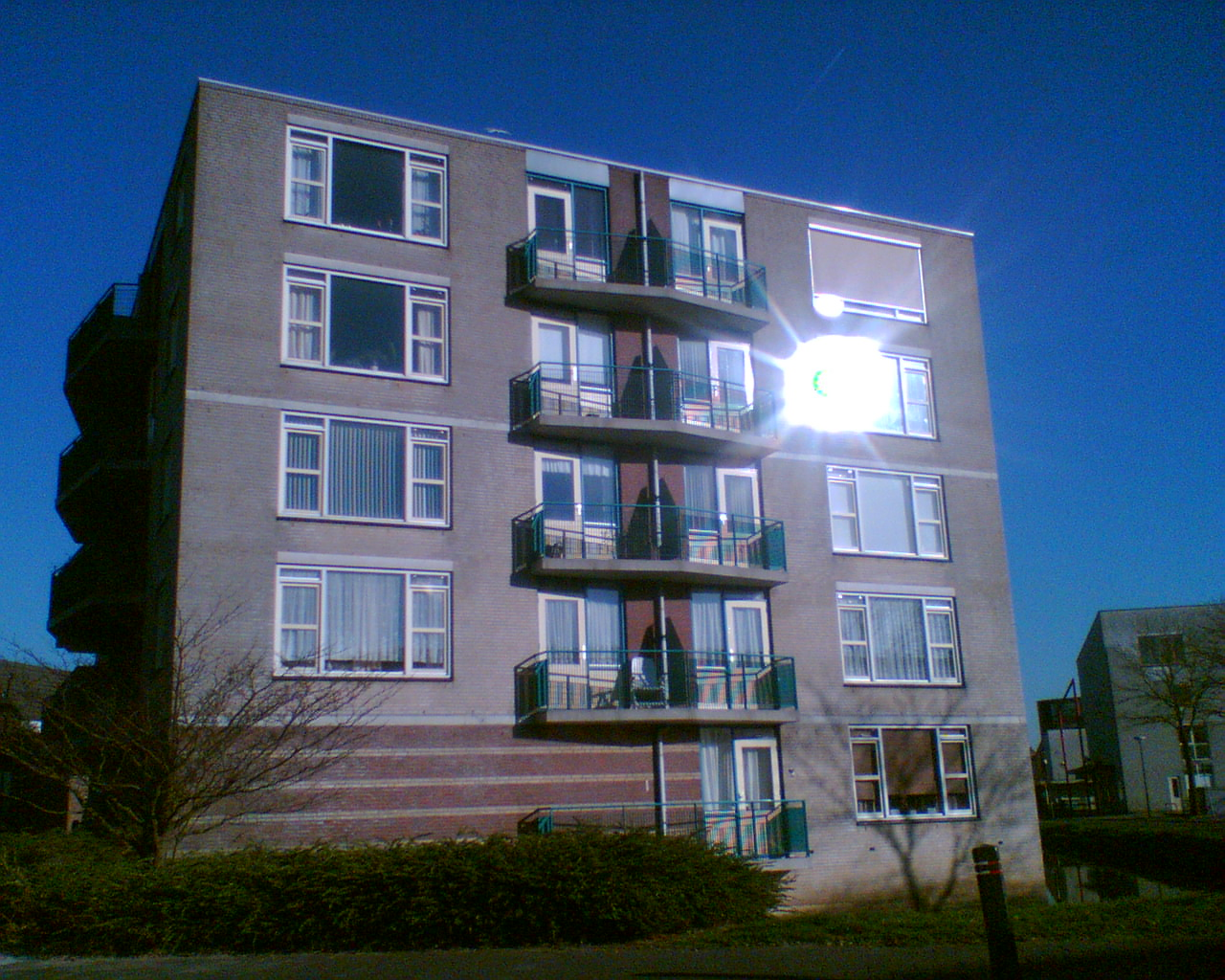
Appartementengebouw

Een gebouw of bouwwerk is een verzameling van bouwmaterialen die op een voortdurende wijze, duurzaam verankerd is met de ondergrond via funderingen of anders gezegd een gebouw of bouwwerk is het voortbrengsel van een activiteit die bouwen heet. In deze optiek is een tent of een stacaravan geen gebouw. In de optiek van het recht wordt een stacaravan wel aangemerkt als gebouw. Dit blijkt uit het arrest Portacabin.
Een gebouw kan vele vormen en functies hebben zoals:
- huisvesting: een woning
- ambtsgebouw: een paleis, een kasteel, een burcht, een stadhuis
- monument bijvoorbeeld rijksmonument
- religieus gebouw: kerkgebouw (kathedraal, basiliek), klooster, tempel, synagoge of moskee
- overige: een vesting, een fabriek, of een transformatorhuisje

Er zijn vele beroemde gebouwen in architectuur en hoogste gebouwen in veel verschillende landen over de hele wereld. Ook komen er gebouwen voor op de werelderfgoedlijst van UNESCO en Top 100 van de Rijksdienst voor de Monumentenzorg.